# MaksimUm
MaksimUm je računalo-animirani film iz 2010. godine animacijskoga studija DreamWorks Animation. Tom McGarth potpisuje redateljsku titulu filma. Glasove su posudili u originalnoj verziji Will Ferrell, Tina Fey, Brad Pitt, David Cross i Jonah Hill.

## Uloge
| Ime             | Original     |
| --------------- | ------------ |
| MaksimUm        | Will Ferrell |
| Metro Man       | Brad Pitt    |
| Roxanne Ritchie | Tina Fey     |
| MinimUm         | David Cross  |
| Hal Stewart     | Jonah Hill   |

## Vanjske poveznice
- (engl.) MaksimUm u internetskoj bazi filmova IMDb-a
- (engl.) MaksimUm na Rotten Tomatoes
- (engl.) MaksimUm na Box Office Mojo